# 青岛公交
青岛公交是中华人民共和国山东省青岛市建设运营的城市公共交通事业，主要包括公共汽车、无轨电车和有轨电车，是青岛市内的主要交通方式之一。

## 历史发展
- 1907年6月，德国人李嘉德（Julius Richardt）的驳物公司开办了由青岛市区到崂山柳树台的客运业务，全长逾30千米，并定时定点按乘坐次数收费，被视为青岛城市公共交通诞生的标志。
- 1926年7月，俄国人拉富林切夫与中国商人王相英等开办了“青蚨汽车公司”，购置高篷车8辆，划定路线，设站售票，依班次运行。
- 1934年7月5日，青岛市公共汽车股份有限公司成立。
- 1937年底，青岛市公共汽车股份有限公司因车辆被撤离政府征用而告解散。
- 1938年7月28日，青岛交通株式会社成立。
- 1947年6月25日，官商合办的青岛交通公司由于内战爆发，公司内部官商不协调，出现亏损，宣布停业；6月28日，官商合办的青岛市公共交通股份有限公司成立。
- 1948年7月7日，青岛市公共交通股份有限公司停业；10月，官办的青岛市公共汽车管理处成立。
- 1949年6月2日，中国人民解放军华东野战军第五大队接管了原国民政府市公共汽车管理处，成立了山东省运输公司青岛分公司市内交通站；6月3日，开始在市内三条线路上(东镇－中山路、大窑沟－四方、大窑沟－沧口)营运。
- 1950年10月，青岛市人民政府建设局接管青岛市内交通站，成立了青岛市交通公司。
- 1956年10月，青岛市交通公司更名为青岛市公共汽车公司，划归城市建设局领导。同年，青岛市人民代表大会接受采纳城建局关于在青岛市建设无轨电车的初步意见。
- 1958年5月9日，开始试发售乘车月票，7月份开始试行。
- 1959年1月，青岛市公共汽车公司划归交通运输管理局领导；9月，《青岛市无轨电车建设总体规划和三年设计任务书》编制完成。经青岛市人民委员会同意，山东省人民委员会审核批准，决定在青岛建设山东省首个无轨电车系统。
- 1960年，《青岛市城市总体规划》确定，根据青岛市地形特点，在市区以无轨电车为主，以公共汽车为辅，对无轨电车的修理厂、保养场、整流变电站和公共汽车保养场、车站等做了规划布置。
- 1961年，乘车月票（卡式）正式发行，共分市区月票、市郊月票、公用月票3种。
- 1966年9月23日，青岛市公共汽车公司更名为青岛市人民交通公司，隶属城建局领导。
- 1969年，青岛市人民交通公司划归交通局领导。
- 1970年，青岛市人民交通公司划归城建局领导。
- 1976年，青岛市人民交通公司恢复为青岛市公共交通公司原名，其后划归公用事业局领导。
- 1989年6月，青岛市公共交通公司组建成立第一至第五分公司和汽车大修厂。
- 1993年1月27日，青岛市公共交通公司更名为青岛市公共交通总公司，下属分公司改为电车公司和第一至第五汽车公司，汽车大修厂改为客车装修厂，公司机关科室变更为处室。
- 1994年，开通了第一条无人售票线和双层车线。
- 1995年8月，卡式月票取消，本式乘车月票职工票正式发行使用；10月，本式乘车月票学生票正式发行使用。
- 1996年5月13日，无人售票车试行接触式IC卡收费系统；7月，正式实行。
- 1998年，青岛市公共交通总公司对分散管理的专线车实行了集中管理经营并进行股份制改造，建立了青岛巴士股份有限公司；11月25日，青岛公交集团有限责任公司成立。
- 1999年9月1日，无人售票车实行感应式IC卡收费系统，刷卡乘车可享受4%或20%的票价优惠。
- 2000年12月5日，乘车月票制度取消，各类乘车月票停止使用。
- 2001年，中小学生专用乘车IC卡开始发售并使用。
- 2002年，青岛公交集团有限责任公司划归交通局领导。
- 2003年3月，本市户籍老年居民实行持实名专用IC卡优惠或免费乘车。其中65至70岁者半价乘车，充值金额不限；70岁以上者免费乘车，每年每卡给予300元的充值金额。同年，集体收购了莱西公交、高密公交；与海信集团共同研发应用了GPS车辆运行定位系统，实现了部分营运车的自动报站、驾驶员与主站调度对点信息互通和车辆运行的可视化控制。
- 2008年3月，超级电容和锂离子电池联合驱动的纯电动公交车首次引入青岛公交，共4辆车在501路线上试运行，后因电池容量等原因无法适应运行环境持续行驶而被退回。
- 2009年1月1日，青岛公交集团有限责任公司城阳分公司成立。同年10月28日，青岛市琴岛通卡股份有限公司正式成立，IC乘车卡发售、充值等相关业务正式划归其所有。
- 2010年，城阳区的个体小公共线路全部退出，实现了公交线路的公车公营。
- 2011年3月7日起，部分既有公交线加开“学生专车”，在早晚交通高峰时间专门接送中小学生上下学；4月，锂离子动力电池驱动的纯电动公交车正式引入青岛，由于采用换电池的方式运营，效率逐步提高，开始在部分公交线路上普及。
- 2012年9月20日，有人售票车试行乘务员手持试IC卡收费机。
- 2014年，青岛公交集团隧道分公司成立。年底，青岛公交集团有限责任公司下属各营运分公司改制为以行政区划命名的巴士公司及隧道、轨道和电车巴士公司；城阳区现代有轨电车示范线实现样车空载试运行，部分站点实现与规划地铁的衔接。
- 2015年3月18日，有轨电车城阳线实车正式上轨；7月5日，开始空载试运行。
- 2016年3月5日，有轨电车城阳线开始正式载客试运营。5月1日，中心城区实施公共交通换乘优惠，即持同一张琴岛通卡乘坐公共交通工具（包括公共汽车、电车和地铁），在规定一小时之内刷卡进行一次换乘时，实行每人次减免现金票价1元的优惠。
- 2017年6月28日，青岛公交集团与中车青岛四方车辆有限公司签订“城市公共交通项目合作框架协议”，双方将加快新技术、新能源、新装备的推广应用，在推动无轨电车系统升级改造、促进导轨电车系统项目落地以及打造导轨电车运营培训平台方面开拓更大的合作空间。

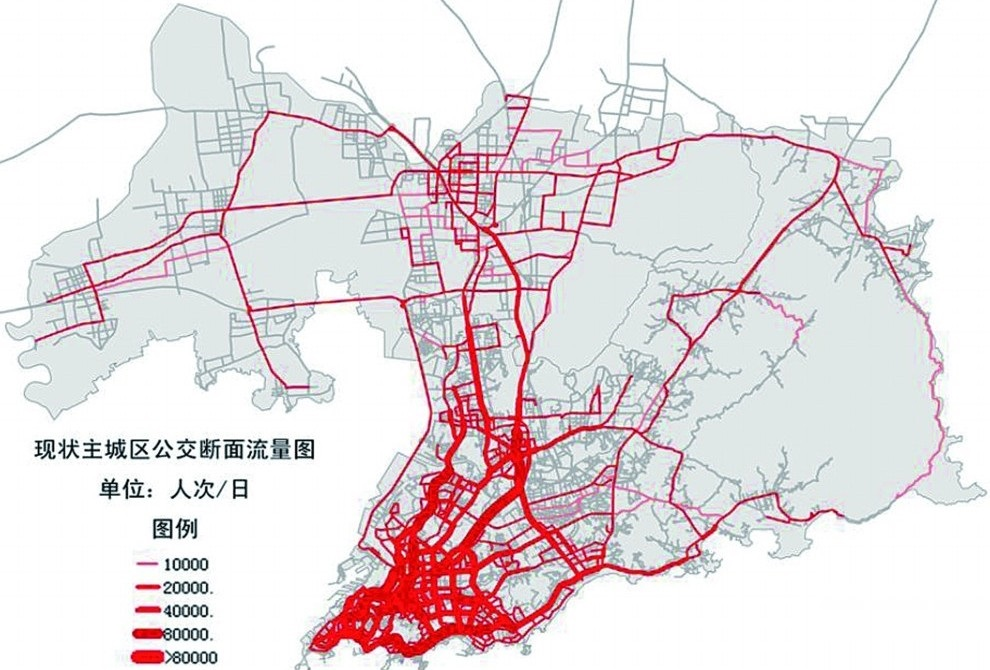
青岛市主城区公交断面流量图（2010年）

## 统计
下表列出青岛市自1949年以来，市区公共电、汽车的线路条数及车辆数。
| 年份 | 线路数   | 线路数 | 车辆数   | 车辆数   | 车辆数     | 线网长度 （千米） | 全年客运量 （万人次） |
| 年份 | 无轨电车 | 汽车   | 无轨电车 | 内燃汽车 | 纯电动汽车 | 线网长度 （千米） | 全年客运量 （万人次） |
| ---- | -------- | ------ | -------- | -------- | ---------- | ----------------- | --------------------- |
| 1949 | 0        | 3      | 0        | 32       | 0          | 26.4              | 298                   |
| 1952 | 0        | 10     | 0        | 76       | 0          | 124.4             | 932                   |
| 1957 | 0        | 13     | 0        | 112      | 0          | 232.3             | 4 110                 |
| 1962 | 1        | 13     | 23       | 104      | 0          | 252.8             | 4 747                 |
| 1965 | 2        | 14     | 48       | 153      | 0          | 308.1             | 6 092                 |
| 1970 | 2        | 17     | 70       | 153      | 0          | 358.5             | 13 002                |
| 1975 | 2        | 21     | 69       | 255      | 0          | 389.3             | 14 426                |
| 1978 | 2        | 22     | 93       | 373      | 0          | 422.1             | 27 351                |
| 1980 | 2        | 24     | 94       | 319      | 0          | 474.1             | 38 981                |
| 1981 | 3        | ?      | 118      | 406      | 0          | ?                 | ?                     |
| 1982 | 3        | ?      | 124      | 426      | 0          | ?                 | ?                     |
| 1983 | 3        | ?      | 136      | 432      | 0          | ?                 | ?                     |
| 1984 | 3        | ?      | 139      | 439      | 0          | ?                 | ?                     |
| 1985 | 3        | 31     | 143      | 478      | 0          | 611.3             | 48 852                |
| 1986 | 3        | 31     | 143      | 490      | 0          | 506.0             | ?                     |
| 1987 | 3        | 34     | 145      | 534      | 0          | 581.0             | 56 105                |
| 1988 | 3        | 41     | 137      | 612      | 0          | 638.8             | 61 547                |
| 1989 | 3        | 43     | 137      | 614      | 0          | 661.0             | 63 212                |
| 1990 | 3        | 43     | 142      | 659      | 0          | 777.0             | 63 495                |
| 1991 | 3        | 45     | 136      | 1 236    | 0          | 922.0             | 67 552                |
| 1992 | 3        | 47     | 140      | 1 330    | 0          | 988.0             | 73 529                |
| 1993 | 3        | 48     | 136      | 1 739    | 0          | 1 094.0           | 72 427                |
| 1994 | 3        | 61     | 137      | 1 713    | 0          | 1 372.0           | 78 231                |
| 1995 | 3        | 61     | 130      | 1 761    | 0          | 1 101.0           | 71 867                |
| 1996 | 3        | 67     | 123      | 1 889    | 0          | 1 211.0           | 49 077                |
| 1997 | 3        | 74     | 110      | 2 038    | 0          | 1 492.0           | 55 642                |
| 1998 | 3        | 82     | 88       | 2 096    | 0          | 1 859.0           | 51 042                |
| 1999 | 3        | 120    | 96       | 2 374    | 0          | 2 339.0           | 55 414                |
| 2000 | 3        | 138    | 108      | 3 033    | 0          | 2 711.0           | 59 879                |
| 2001 | 3        | 142    | 101      | 3 352    | 0          | 2 521.0           | 60 167                |
| 2002 | 3        | 170    | 107      | 3 574    | 0          | 896.0             | 61 713                |
| 2003 | 3        | 161    | 102      | 3 546    | 0          | 973.0             | 58 792                |
| 2004 | 3        | 184    | 102      | 3 746    | 0          | 1 185.0           | 66 463                |
| 2005 | 3        | 184    | 102      | 3 837    | 0          | 1 159.0           | 68 776                |
| 2006 | 3        | 188    | 150      | 4 017    | 0          | 1 362.0           | 73 726                |
| 2007 | 3        | 190    | 150      | 4 374    | 0          | 1 480.0           | 78 705                |
| 2008 | 3        | 198    | 150      | 4 531    | 0          | 1 470.0           | 82 460                |
| 2009 | 3        | 181    | 150      | 4 138    | 0          | 1 216.0           | 81 768                |
| 2010 | 3        | 202    | 139      | 4 525    | 0          | 1 383.0           | 85 251                |
| 2011 | 3        | 224    | 136      | 5 283    | 0          | 1 719.0           | 89 614                |
| 2012 | 3        | 260    | 136      | 5 485    | 19         | 1 978.0           | 97 922                |
| 2013 | 3        | 286    | 136      | 5 589    | 454        | 2 002.0           | 101 108               |
| 2014 | 3        | 385    | 111      | 5 862    | 542        | 2 023.0           | 105 592               |
| 2015 | 3        | 417    | 111      | 5 782    | 855        | 2 106.0           | 102 402               |
| 2016 | 3        | 448    | 111      | 5 468    | 1 631      | 2 116.0           | 99 596                |
| 2017 | 3        | 474    | 111      | 5 870    | 1 439      | 2 220.0           | 104 898               |
| 2018 | 3        | 620    | 126      | 5 192    | 2 477      | 2 400.0           | 104 782               |
| 2019 | 3        | 632    | 126      | 3 135    | 5 228      | 3 973.0           | 108 339               |
| 2020 | 3        |        |          |          |            | .0                |                       |
| 2022 | 3        |        |          |          |            |                   |                       |

## 营运企业
以下列出的企业仅包含在青岛市辖区和市直管理区内运营的公交企业（集团）及其分公司和子公司，不包含一区三市（即墨区、胶州市、莱西市、平度市）的公交运营企业。

### 青岛公交集团
- 青岛公交集团有限责任公司：地址，市南区香港中路73号；电话，0532-85928708
- 青岛公交集团市南巴士有限公司（SN）：地址，市南区江西路6号；电话，0532-83634091
- 青岛公交集团市北巴士有限公司（SB）：地址，市北区沈阳路46号；电话，0532-83830060
- 青岛公交集团李沧巴士有限公司（LC）：地址，李沧区夏庄路137号；电话，0532-87681660
- 青岛公交集团崂山巴士有限公司（LS）：地址，崂山区海尔路277号凯旋商务中心3楼；电话，0532-88978308
- 青岛公交集团城阳巴士有限公司（CY）：地址，城阳区长城路161号；电话，0532-87767708
- 青岛公交集团红岛巴士有限公司（HD）：地址，红岛经济区智力岛路1号；电话，0532-
- 青岛公交集团隧道巴士有限公司（SD）：地址，市南区江西路86号；电话，0532-66561006
- 青岛公交集团轨道巴士有限公司（GD）：地址，城阳区春阳路东端；电话，0532-

### 交运集团（青岛）
- 交运集团青岛温馨巴士有限公司（JW）：地址，市北区延吉路100号；电话，0532-85809055
  - 交运集团青岛温馨巴士有限公司通达分公司：地址，城阳区崇阳路661号甲；电话，0532-66716780
  - 交运集团青岛温馨巴士有限公司捷达分公司：地址，崂山区王哥庄街道曲家庄社区；
  - 交运集团青岛温馨巴士有限公司兴达分公司：地址，崂山区深圳路163号；
  - 交运集团青岛温馨巴士有限公司顺达分公司：地址，崂山区王哥庄街道曲家庄社区；
  - 交运集团青岛温馨巴士有限公司安达分公司：地址，市南区王村路6号；
  - 交运集团青岛温馨巴士有限公司盛达分公司：地址，市北区大沙路29号5幢；
  - 交运集团青岛温馨巴士有限公司迅达分公司：地址，崂山区中韩街道车家下庄社区；
  - 交运集团青岛温馨巴士有限公司隧道分公司：地址，黄岛区长江西路2号；
  - 交运集团青岛温馨巴士有限公司高新区分公司：地址，城阳区红岛经济区火炬路100号盘谷创客空间C座106-2房间；
  - 交运集团青岛温馨巴士有限公司蓝色硅谷分公司：地址，即墨区蓝色硅谷核心区创业中心一期海创中心凤凰山路以西创业路以南；
- 交运集团公司青岛西海岸分公司：地址，黄岛区水灵山路1111号；

### 青岛真情巴士集团
- 真情巴士集团有限公司

地址：黄岛区长江东路16号  
电话：0532-86851249

## 票制票价

### 现金票价
- 城运控股运营线路票价：

1. 无人售票一票制（非空调车及4字头空调车）：投币1.00元/人次；
2. 无人售票一票制（全年空调车）：投币2.00元/人次；
3. 无人售票一票制（季节空调车）：每年7月1日至9月15日和12月1日至次年3月15日空调开放，票价同2；其他营运时间空调关闭，票价等同1；
4. 无人售票二段制：不同线路有多种计价方式，按乘坐距离不同票价同1或2；
5. 有人售票累进制：原则上按人千米运率0.125元和30千米以上递远递减的原则确定票价。其中市郊路线市内部分按站点计价，即一次乘坐12站及以内的，1.00元；20站以上的，每6站加0.50元。市郊路线郊区部分和不能均衡设站的郊区路线按营运里程计价，具体按照青岛市物价局核准并在车内公示的价格为准。

- 真情巴士运营线路票价：

1. 普通公交：投币1.00元/人次；
2. 大站式公交：投币2.00元/人次。

### 一般优惠
一般乘客使用琴岛通IC卡刷卡乘车，可享受现金票价8折的优惠。

### 半价
- 身高超过1.2 m的学龄前儿童（须由成年人带领持有效身份证件）
- 青岛市在校中小学生（刷本人专用琴岛通“青岛市学生乘车卡”）
- 60至64周岁老年人（刷本人专用琴岛通“青岛市老年人乘车卡”）

### 免费
- 身高1.2 m及以下的儿童（须由成年人带领）
- 65周岁及以上老年人（刷本人专用琴岛通“青岛市老年人乘车卡”）
- 民政局审定的青岛市市辖区常住户口且享受政府定期生活补助的重点优抚对象（刷本人专用琴岛通 “青岛市重点优抚对象乘车卡”）
- 持有《中华人民共和国残疾人证》（红色）并具有青岛市常住户口或居住证的视力残疾人（刷本人琴岛通“青岛市残疾人乘车卡”；未办卡须经车站客服中心站务人员验证并登记）
- 持有《中华人民共和国残疾人证》（绿色）并具有青岛市常住户口或居住证的其他类别残疾人（刷本人琴岛通“青岛市残疾人乘车卡”）
- 持有《中华人民共和国残疾军人证》的残疾军人（刷本人琴岛通“青岛市残疾军人乘车卡”；未办卡须经车站客服中心站务人员验证并登记）
- 持有《中华人民共和国伤残人民警察证》的伤残人民警察（刷本人琴岛通“青岛市伤残警察乘车卡”；未办卡须经车站客服中心站务人员验证并登记）
- 持有《中华人民共和国老干部离休荣誉证》或《中国人民解放军离休干部荣誉证》的离休干部（须经车站客服中心站务人员验证并登记）
- 持有《中国人民解放军军官证》《中国人民解放军士官证》《中国人民解放军文职干部证》《中国人民解放军义务兵证》或《中国人民武装警察部队警官证》《中国人民武装警察部队士官证》《中国人民武装警察部队文职干部证》《中国人民武装警察部队义务兵证》的现役军人或武警（须经车站客服中心站务人员验证并登记）
- 持有中国人民解放军或中国人民武装警察部队军事院校学员证的在籍学员（须经车站客服中心站务人员验证并登记）

### 换乘优惠
- 时间和次数

1. 乘坐公共汽（电）车以乘客刷卡扣费时间起算，一小时内（含）换乘，可享受1次换乘优惠；
2. 乘客第2次刷卡时间与第1次刷卡时间间隔超过一小时的，按规定票价扣费，并以第2次刷卡时间重新起算下一时段优惠时间；
3. 乘客第3次刷卡时间与第1次刷卡时间间隔不超过一小时钟的，按规定票价扣费，并以第3次刷卡时间重新起算下一时段优惠时间；
4. 同一张琴岛通卡用于同一辆公共汽（电）车且刷卡间隔时间少于5分钟（含）的，第2次及以上刷卡均按规定票价扣费，换乘优惠时间以最后1次刷卡时间起算，在换乘优惠时段内只享受1人次的优惠。

- 额度

1. 使用琴岛通卡换乘现金票价不高于1元的线路，免费换乘；
2. 使用琴岛通卡换乘现金票价高于1元的线路，换乘时免收1元乘以本次刷卡折扣，其余部分据实支付。即：实际刷卡扣费金额=（本次现金票价-1元）×本次刷卡折扣。

## 主要车型
旧型客车
50年代及之前
BENZ
GMC CCKW
Dodge T110
NISSAN 80
ISUZU TX40
TOYOTA FA TYPE
50-60年代
IKARUS 30
IKARUS 31
松花江
跃进号
自造单机车
自造铰接车
SK644
70年代
QD640B
QD660
QD663一代
80年代
QD663二代
SK661G
尼桑座位车

### 燃油车
- 申沃客车：SWB6820MG等
- 福田客车：BJ6112C6MHB、BJ6852C6MFB-1
- 中通客车：LCK6103G-3、LCK6103G-5、LCK6112G-3
- 亚星客车：JS6761GHA、JS6880C92H、JS6130SHA
- 宇通客车：ZK6126HG

### 燃气车
- 申沃客车：SWB6850Q、SWB6107Q、SWB6107Q6、SWB6115Q7-3、SWB6117Q8
- 亚星客车：JS6106GHC、JS6116GHCJ
- 中通客车：LCK6103GC、LCK6115HGC、LCK6140HGC
- 福田客车：BJ6140C8CTD
- 一汽客车：CA6110URN80、CA6110URN81、CA6120URN21

### 纯电动车
- 申沃客车：SWB6121EV2、SWB6121EV5、SWB6121EV6
- 福田客车：BJ6123EVCA-15、BJ6851EVCA
- 中通客车：LCK6122EVG2 LCK6108EVG1
- 一汽客车：CA6121URBEV80
- 沂星客车：SDL6120EVG
- 宇通客车：ZK6845BEVG10
- 比亚迪客车：BYD6121LEVG4

### 无轨电车
- 申沃客车：SWB5106
- 豪沃客车：JK6109GD[註⁠ 4]（JK5109D[註⁠ 5]）
- 宇通客车：ZK5105A

### 有轨电车
- 中车四方：SFY03型有轨电车（原型车：斯柯达15 T ForCity（英语：Škoda 15 T））

## 备注
1. ↑  1990年以前公共营运车辆不包括系统外及个体。
2. ↑  《青岛市国民经济和社会发展统计公报》与《青岛统计年鉴》的统计口径不一致（前者为初步数据），数据有出入，本表以后者为准。
3. ↑  2002年以后按路网不重复计算
4. ↑  铭牌
5. ↑  车体
6. ↑   註: